# Dekanat sieradzki II
Dekanat sieradzki II – jeden z 33 dekanatów rzymskokatolickiej diecezji włocławskiej.
W skład dekanatu wchodzą następujące parafie:
- parafia Najświętszego Serca Jezusowego w Sieradzu
- parafia św. Bartłomieja Apostoła w Charłupii Wielkiej
- parafia św. Walentego w Kłocku
- parafia św. Wawrzyńca w Tubądzinie
- parafia św. Klemensa w Wągłczewie
- parafia Świętych Apostołów Piotra i Pawła we Wróblewie

Dziekan dekanatu sieradzkiego II
- ks. prał. dr Mirosław Miłek - proboszcz parafii Najświętszego Serca Jezusowego w Sieradzu

Wicedziekan
- ks. Krzysztof Kaźmierczak jun. - proboszcz parafii św. Klemensa w Wągłczewie[1]

## Ojciec duchowny
- ks. Sławomir Polaszek - proboszcz parafii pw. św. Bartłomieja Apostoła w Charłupii Wielkiej[2]